# Aspitates conspersaria
Aspitates conspersaria är en fjärilsart som beskrevs av Otto Staudinger 1901. Aspitates conspersaria ingår i släktet Aspitates och familjen mätare. Inga underarter finns listade i Catalogue of Life.